# Olaf Bodden
Olaf Bodden (* 4. Mai 1968 in Kalkar) ist ein ehemaliger deutscher Fußballspieler.

## Karriere
Bodden begann mit dem Fußballspielen in der Jugendmannschaft der SG Hasselt (heute: SGE Bedburg-Hau 05), für die er bis 1987 spielte. Anschließend wechselte er zum damaligen Viertligisten Viktoria Goch und wurde dort auf Anhieb Torschützenkönig. Zwei Jahre später unterschrieb er bei Borussia Mönchengladbach seinen ersten Profivertrag und gab am 28. Juli 1989 im Spiel gegen den 1. FC Kaiserslautern sein Bundesliga-Debüt. 1991 wechselte er zum F.C. Hansa Rostock. Am 16. November erzielte er im Spiel gegen den Hamburger SV sein erstes Bundesligator.
1994 holte ihn der damalige Löwen-Trainer Werner Lorant zum TSV 1860 München, wo Bodden sich rasch im Sturm etablierte und vor einer Berufung in die Nationalmannschaft stand. Im Jahr 1996 erkrankte er am Pfeifferschen Drüsenfieber und musste zunächst mehrere Monate pausieren. Im Frühjahr 1997 gab er sein Bundesliga-Comeback und schoss in seinem zweiten Spiel nach der Pause am 10. Mai 1997 drei Tore gegen Arminia Bielefeld. Kurze Zeit später erlitt er einen Rückfall und musste im Dezember 1997 schließlich seine aktive Karriere beenden, nachdem er mehrere Monate lang nicht spielfähig gewesen und am Chronischen Fatigue-Syndrom (ME/CFS) erkrankt war. Boddens Vertrag lief noch bis ins Jahr 2000.
Beim TSV 1860 München erzielte er in 67 Einsätzen 25 Erstligatore und beim F.C. Hansa Rostock 24 Tore in 83 Spielen (davon 22 Tore in 61 Zweitliga-Spielen).
Seit 2009 trat er gelegentlich als Trainer der Traditionsmannschaft des TSV 1860 auf.
Nach einer zwischenzeitlichen Besserung verschlechterte sich sein Gesundheitszustand im Jahr 2013 nach Einnahme eines experimentellen Medikaments erheblich. Bodden ist seitdem auf einen Rollstuhl angewiesen.

## Reportage
Der müde Stürmer lautet der Titel einer im Jahre 2000 erschienenen Dokumentation über Olaf Boddens Kampf gegen seine Erkrankung. Der Film von Autor Tom Theunissen wurde in der ZDF-Reihe 37 Grad ausgestrahlt.

## Sonstiges
In Anlehnung an Olaf Bodden wollte sich die deutsche Rock-Gruppe Sportfreunde Stiller ursprünglich „Bodden“ nennen, wozu es dann aber nicht kam.